# Тадмор
Та́дмор (араб. تدمر‎) — город в центральной части Сирии, находящийся в районе Пальмира провинции Хомс. Расположен в оазисе, посреди сирийской пустыни в 215 километрах к северо-востоку от Дамаска и в 180 км к юго-западу от реки Евфрат.
Руины древней Пальмиры, Всемирного наследия ЮНЕСКО, находятся на расстоянии около 500 метров к юго-западу от современного центра города.

## История
В 1929 году Анри Арнольд Сейриг, генеральный директор древностей Французского мандата в Сирии и Ливане, начал раскопки развалин Пальмиры и убедил жителей деревни переехать в недавно построенную деревню, рядом с древним городом. Переселение было завершено в 1932 году, что делает древний город Пальмира доступным для раскопок, в то время как жители поселились в новом поселении с тем же названием (по-арабски).

### Гражданская война в Сирии

Контрнаступление сирийской армии (красным) на Пальмиру в феврале — марте 2017

13 мая 2015 года террористы «Исламского государства» начали масштабное наступление на позиции сирийских военных сразу по двум направлениям. Целью исламистов являлся захват Пальмиры, а также ряда военных объектов, в частности оружейных складов, находящихся вблизи города. В конечном итоге исламисты выбили правительственные силы из города.
27 марта 2016 года сирийские войска при поддержке российского спецназа и ВКС РФ освободили Тадмор и его древнюю часть (Пальмиру) от вооружённых формирований «Исламского государства».
8 декабря 2016 года стали поступать сообщения об активности боевиков ИГ. 9 декабря бои шли на подступах к Пальмире, боевики ИГ использовали шахид-мобили для прорыва обороны, сообщалось об использовании для этого танка без башни, начинённого взрывчаткой. 8-9 декабря ВВС Сирии и ВКС России наносили массированные удары с воздуха по наступающим боевикам, и наступление боевиков приостановилось. 9 декабря из Пальмиры ушли российские военные, часть правительственных войск и часть жителей города. 10 декабря наступление боевиков ИГ возобновилось, им удалось захватить элеваторы на востоке Пальмиры, и 11 декабря боевики установили контроль над Пальмирой.
По словам Талала Барази, губернатора провинции Хомс, из города были эвакуированы 80 % населения.
14 декабря Сирийская армия перешла в контрнаступление, отбив высоты у базы Т-4, которая находится под Пальмирой. Боевая авиация сирийских ВВС нанесла удары с аэродрома Т-4 по местам скопления боевиков, которые удерживают позиции на юго-западе Пальмиры и в районе нефтяного месторождения «Магер».
15 февраля 2017 в районе Пальмиры правительственные войска продолжали наступление, передовые части находились менее чем в 20 километрах от города.
22 февраля Сирийские войска заняли стратегические позиции ИГ на востоке Хомса и приблизились к Пальмире.
1 марта Сирийская армия выбила боевиков ИГ из цитадели Пальмиры.
2 марта 2017 года Пальмира была полностью освобождена от боевиков ИГ Сирийской правительственной армией при поддержке ВКС РФ и ЧВК «Вагнер».